# Symfonický orchestr Slovenského rozhlasu
Symfonický orchestr Slovenského rozhlasu (slovensky Symfonický orchester Slovenského rozhlasu, zkráceně SOSR, předtím Symfonický orchestr Československého rozhlasu) je symfonický orchestr sídlící v Bratislavě. Je součástí Rozhlasu a televize Slovenska (RTVS). Orchestr začal pravidelně koncertovat 9. září 1929. Je to nejstarší profesionální symfonický orchestr na Slovensku. Šéfdirigentem tělesa je v roce 2014 Mario Košík. Členy orchestru je přibližně 80 hudebníků.